# 宮本忍
宮本 忍（みやもと しのぶ、1911年3月21日 - 1987年8月18日）は、日本の外科医学者、日本大学名誉教授。
静岡県出身。東京帝国大学卒。国立東京療養所勤務、外科医長、1956年日本大学医学部教授。1981年定年退任、名誉教授。
肺結核の外科的治療を専門としたが、ほか社会評論など著作を多く書いた。

## 著書
- 『社会医学』三笠書房　1936　唯物論全書
- 『日本の結核 その現状と対策について』朝日新聞社、1942
- 『産業と結核 その予防と治療対策について』朝日新聞社、1943
- 『ソヴェートの医療制度』永美書房　1946
- 『気胸と成形 評論随筆集』真善美社　1947
- 『胸廓成形術』南江堂出版、1947
- 『結核の科学』岩崎書店　1947
- 『ベルナール実験医学序説』霞ケ関書房、1947　自然科学古典講座
- 『胸廓成形術の臨牀』南江堂　1948
- 『結核に悩む人人の為に』自然療養社、1948　療養叢書
- 『成形を受ける友へ ある結核全治者の手記』真善美社、1948.
- 『予防医学概論』朝日新聞社　1948　朝日新講座
- 『肺外科の進歩』中央公論社　1949　科学シリーズ
- 『ローベルト・コッホ』新教育事業協会　1950
- 『結核外科療法の常識』自由国民社　1951　現代新書
- 『こどもの健康のために』宝文館　1951
- 『生と死の対決 空洞とたたかう一肺外科医の記録』光文社　1951
- 『人間と環境』新教育事業協会　1951、中学生ライブラリー
- 『肺を切る』宝文館　1951
- 『結核治療の進歩』東南書房　1952　現代人の教養
- 『社会医学入門』三笠書房　1952
- 『肺結核外科』克誠堂出版　1952
- 『肺結核外科のレントゲン図譜』文光堂　1952
- 『肺切除』南江堂　1952
- 『外科病理から見た胸部レ線写真』克誠堂出版、1954
- 『肺区域切除術 第1 (左上葉肺尖後区切除)』金原出版　1954　図解手術叢書
- 『青春の生理』1955　河出新書
- 『肺外科の実際 麻酔・手技・後療法』中外医学社　1956
- 『青年期の生理』社会思想研究会出版部　1957　現代教養文庫
- 『胸部外科の病態生理』克誠堂出版　1960
- 『胸部外科学』南江堂　1964
- 『肺循環障害』医学書院　1968
- 『医療の原点 新しい医学像を求めて』勁草書房　1969
- 『医学思想史』1-3　勁草書房　1971-75
- 『医学とは何か 新しい医学論の提唱』南江堂　1977
- 『森鷗外の医学思想』勁草書房　1979
- 『森鴎外の医学と文学』勁草書房　1980
- 『私の昭和外科史』日本評論社　1985　からだの科学選書

## 共著
- 『結核を語る 専門医と体験者との対談』柿崎卓郎共著　亜細亜書房、1944
- 『思春期 親と子の最初の問題』宮本三枝子共著　光文社　1951

## 翻訳
- A.A.ルイサダ, C.K.リウ『心内諸現象 右心及び左心カテーテル検査』蟹田一夫共訳　文光堂　1963